# Dictyssonia beameri
Dictyssonia beameri är en insektsart som beskrevs av Ball 1936. Dictyssonia beameri ingår i släktet Dictyssonia och familjen sköldstritar. Inga underarter finns listade i Catalogue of Life.